# Religion au Luxembourg
Au Grand-Duché de Luxembourg, l'article 19 de la Constitution luxembourgeoise garantit la liberté des cultes, celle de leur exercice public, ainsi que la liberté de manifester ses opinions religieuses.

## Composition religieuse de la population
Les dernières statistiques concernant la composition religieuse de la population luxembourgeoise datent du recensement de la population de 1970. À cette époque, la répartition était la suivante :
Religion au Luxembourg en 1970 selon le recensement de la population
- Catholique (96,9 %)
- Protestants (1,2 %)
- Juifs (0,2 %)
- Autres (1,7 %)

- Catholiques - 96,9 %
- Protestants - 1,2 %
- Juifs - 0,2 %
- Autres - 1,7 %

Depuis 1979, la loi a interdit toute question relative à la religion dans les recensements de la population.
Il ressort d'enquêtes menées en 1999 et 2008 dans le cadre de la recherche européenne sur les valeurs et publiée en 2002 respectivement en 2010, que le Luxembourg connaît, malgré des certitudes morales affichées, un véritable effondrement de l’importance accordée à la religion, à l’éducation religieuse et à Dieu, de même qu'à la pratique religieuse.
En 1999, 22 % des sondés déclarent aller à l’église au moins une fois par semaine (contre 3 % en 2008), 10 % une fois par mois (idem en 2008), 35 % à quelques occasions (24 % en 2008) et 33 % jamais (37 % en 2008).

## Communautés religieuses

### Église catholique
L'Église catholique occupe une place fondamentale dans la vie religieuse des Luxembourgeois, puisque la grande majorité appartient à cette religion. Celle-ci est d’ailleurs fermement ancrée dans la culture du pays depuis plus de mille cinq-cents ans.
En 1840, après avoir été répartie pendant de longs siècles sur plusieurs diocèses voisins, l’Église catholique au Luxembourg devint un vicariat apostolique autonome, puis en 1870, un diocèse, et un archidiocèse en 1988. En 1985, le pape Jean-Paul II rendit visite aux chrétiens du Luxembourg.
L'archevêque actuel est le père jésuite Mgr Jean-Claude Hollerich.
Les principaux lieux de pèlerinage catholiques sont :
- la cathédrale Notre-Dame à Luxembourg lors de l’Oktav en l'honneur de Notre-Dame de Luxembourg, consolatrice des affligés ;
- la basilique d'Echternach, à l'occasion de la procession dansante, en l'honneur de saint Willibrord ;
- le pèlerinage à Notre-Dame de Fátima à Wiltz, dans le Nord du pays.

### Église protestante

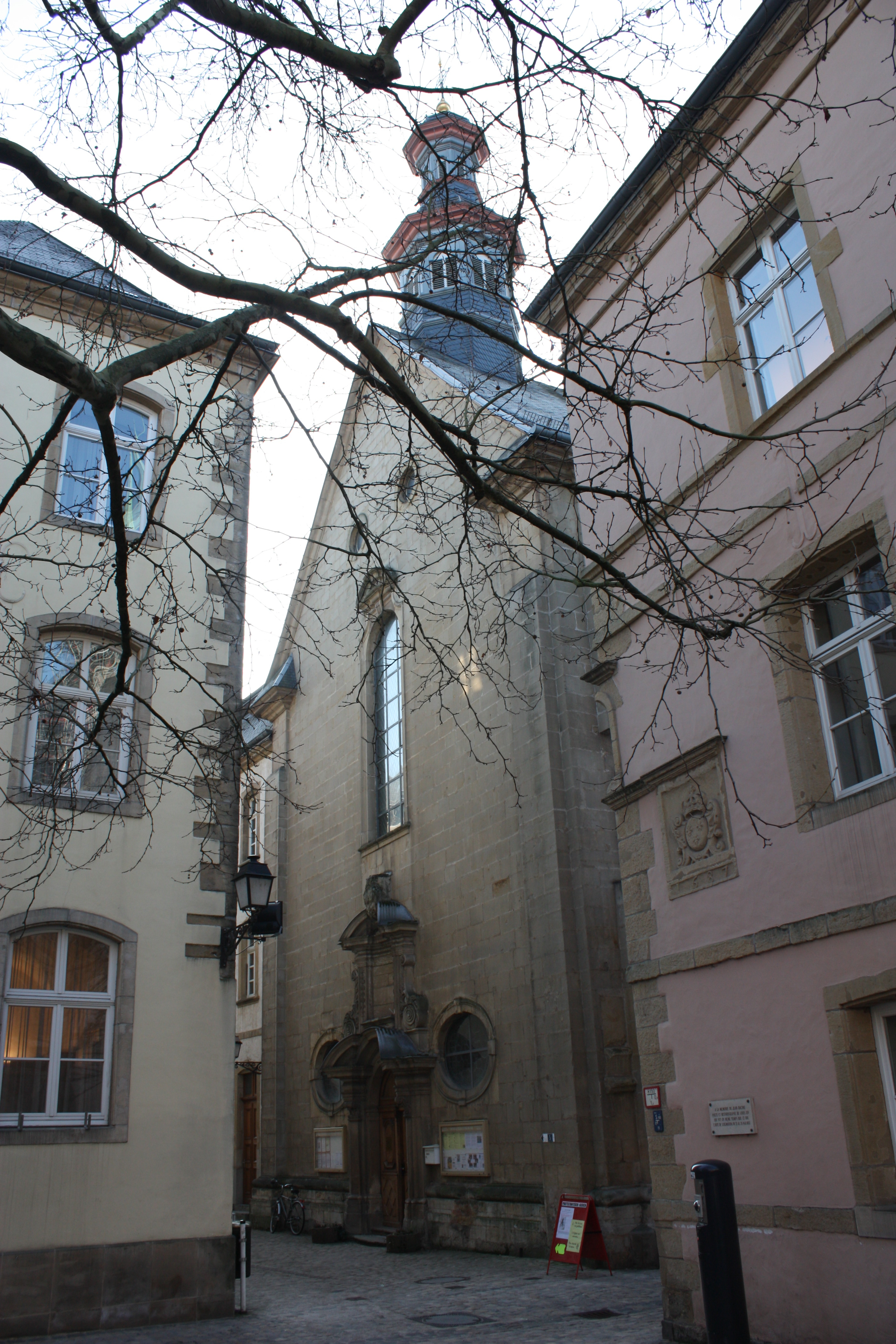
L'Église de la Trinité, unique église protestante de la ville de Luxembourg.

L’Église protestante luxembourgeoise a été fondée en 1952 à l’occasion de la création de la Communauté européenne du charbon et de l’acier (CECA) à Luxembourg. Aujourd’hui, l’Église protestante regroupe plusieurs centaines de membres, principalement germanophones. Il existe, en outre, trois communautés protestantes étrangères au Luxembourg.

### Église anglicane
Avec une communauté britannique vivant au Luxembourg s’élevant à environ 5 000 personnes, le gouvernement luxembourgeois a signé le 27 janvier 2003 une convention avec l’Église anglicane, déterminant les effectifs de ses ministres du culte, qui sont pris en charge par l’État.

### Églises orthodoxes
Pour ce qui est des Églises orthodoxes, le gouvernement luxembourgeois a étendu en 2003 sa convention avec l’Église orthodoxe hellénique, datant de 1997, à l’Église orthodoxe roumaine et à l’Église orthodoxe serbe. La Convention prévoit la prise en charge par l’État luxembourgeois de la rémunération d’un curé de chaque culte concerné. Une paroisse orthodoxe-russe est également établie à Luxembourg (Église des Saints Apôtres Pierre et Paul).

### Communauté juive
La Communauté juive luxembourgeoise compte environ un millier de membres, c'est-à-dire entre 300 et 350 familles. Les premières traces de Juifs au Luxembourg remontent au Moyen Âge. Les Juifs qui se sont établis au Luxembourg après la Révolution française viennent en premier lieu du Nord-Est de la France (la Moselle notamment) et de la proche Allemagne. En 1894 fut construite la grande synagogue rue Aldringen à Luxembourg. L'édifice, surmonté de ses trois coupoles, sera fermé, puis détruit par l'occupant allemand en 1941. Il faudra attendre 1953, respectivement 1954 pour que soient inaugurées deux nouvelles synagogues, avenue Monterey à Luxembourg et rue du Canal à Esch-sur-Alzette.

### Communauté musulmane
Depuis 1992, la Communauté musulmane du Grand-Duché, composée alors de personnes originaires des pays arabophones, d’Iran et du Pakistan, a considérablement augmenté à cause de la forte immigration liée aux guerres balkaniques.